# Shangyi
Shangyi (en chino, 尚义; pinyin, Shàng·Yì) es un condado  bajo la administración directa de la Prefectura Zhangjiakou en la Provincia de Hebei, República Popular China.  Su área es de 2600 km² y su población total para 2010 superó los 150 mil habitantes. 

## Administración
Desde julio de 2021, el  Condado Shangyi se divide en 14 pueblos que se administran en 7 poblados y 7  villas.

## Toponimia
El topónimo Shanyi apareció en 1936 y viene de la frase Valorar la cortesía y la rectitud (崇尚礼义 Chóngshàng lǐyì). Esta frase refleja un ideal confuciano que enfatiza la importancia de la conducta correcta, el respeto por las normas sociales y la integridad moral. Es un concepto fundamental en la cultura tradicional china.